# Primera División de Zambia 2020-21
La Primera División de Zambia 2020-21 (conocida como MTN/FAZ Super Division por razones de patrocinio) fue la 60.ª edición de la Primera División de Zambia, la liga más importante de Zambia. La temporada comenzó el 30 de octubre de 2020 y culminó el 27 de junio de 2021. En esta temporada contó con el Young Green Eagles FC como debutante y primer equipo filial en participar en la máxima categoría de la historia.

## Ascensos y descensos
| Pos. | Descendidos de la Primera División 2019-20 |
| ---- | ------------------------------------------ |
| 15.º | Kansanshi Dynamos FC                       |
| 16.º | Mufulira Wanderers FC                      |
| 17.º | Nakambala Leopards FC                      |
| 18.º | Kabwe Youth SA                             |

| Pos. | Ascendidos de la Segunda División 2019-20 |
| ---- | ----------------------------------------- |
| 1.º  | Indeni FC                                 |
| 2.º  | Prison Leopards FC                        |
| 3.º  | Young Green Eagles FC                     |
| 4.º  | Kitwe United FC                           |

## Equipos participantes
| Equipo                | Ciudad  | Estadio                 | Capacidad |
| --------------------- | ------- | ----------------------- | --------- |
| Buildcon FC           | Ndola   | Levy Mwanawasa Stadium  | 49.800    |
| Forest Rangers FC     | Ndola   | Levy Mwanawasa Stadium  | 49.800    |
| Green Buffaloes FC    | Lusaka  | Independence Stadium    | 30.000    |
| Green Eagles FC       | Lusaka  | Independence Stadium    | 30.000    |
| Indeni FC             | Ndola   | Indeni Sports Complex   | 1.000     |
| Kabwe Warriors FC     | Kabwe   | Godfrey Chitalu Stadium | 10.000    |
| Kitwe United FC       | Kitwe   | Arthur Davies Stadium   | 15.500    |
| Lumwana Radiants FC   | Solwezi | Lumwana Football Pich   | 3.000     |
| Lusaka Dynamos FC     | Lusaka  | Sunset Stadium          | 5.100     |
| NAPSA Stars FC        | Lusaka  | Nkoloma Stadium         | 5.000     |
| Nkana FC              | Kitwe   | Nkana Stadium           | 10.000    |
| Nkwazi FC             | Lusaka  | Edwin Imboela Stadium   | 6.000     |
| Power Dynamos FC      | Kitwe   | Arthur Davies Stadium   | 15.500    |
| Prison Leopards FC    | Kabwe   | Godfrey Chitalu Stadium | 10.000    |
| Red Arrows FC         | Lusaka  | Nkoloma Stadium         | 5.000     |
| Young Green Eagles FC | Kafue   | Khosa Stadium           | 1.000     |
| Zanaco FC             | Lusaka  | Sunset Stadium          | 5.100     |
| ZESCO United FC       | Ndola   | Levy Mwanawasa Stadium  | 49.800    |

## Formato
Los 18 equipos participantes jugaron entre sí todos contra todos dos veces totalizando 34 partidos cada uno; al término de las 34 jornadas el campeón y el subcampeón se clasificaron a la Liga de Campeones de la CAF 2021-22; el tercer lugar y el cuarto lugar se clasificaron a la Copa Confederación de la CAF 2021-22, en cambio los 4 últimos descendieron a la Segunda División de Zambia 2021-22.

## Tabla de posiciones
- Actualizado el 27 de Junio de 2021 [1]

| Pos. | Equipo                    | PJ | PG | PE | PP | GF | GC | DG  | Pts. |
| ---- | ------------------------- | -- | -- | -- | -- | -- | -- | --- | ---- |
| 1.   | ZESCO United FC (C)       | 34 | 22 | 5  | 7  | 54 | 26 | +29 | 71   |
| 2.   | Zanaco FC                 | 34 | 15 | 10 | 9  | 50 | 36 | +14 | 55   |
| 3.   | Red Arrows FC             | 34 | 14 | 9  | 11 | 35 | 28 | +7  | 51   |
| 4.   | Kabwe Warriors FC         | 34 | 14 | 9  | 11 | 37 | 34 | +3  | 51   |
| 5.   | Green Eagles FC           | 34 | 12 | 14 | 8  | 39 | 30 | +9  | 50   |
| 6.   | Prison Leopards FC (A)    | 34 | 13 | 9  | 12 | 40 | 33 | +7  | 48   |
| 7.   | Lusaka Dynamos FC         | 34 | 12 | 12 | 10 | 35 | 31 | +4  | 48   |
| 8.   | Nkwazi FC                 | 34 | 12 | 12 | 10 | 30 | 28 | +2  | 48   |
| 9.   | Green Buffaloes FC        | 34 | 11 | 14 | 9  | 41 | 32 | +9  | 47   |
| 10.  | Power Dynamos FC          | 34 | 12 | 11 | 11 | 29 | 26 | +3  | 47   |
| 11.  | Buildcon FC               | 34 | 13 | 7  | 14 | 42 | 44 | -2  | 46   |
| 12.  | Forest Rangers FC         | 34 | 11 | 12 | 11 | 36 | 35 | +1  | 45   |
| 13.  | Nkana FC                  | 34 | 13 | 6  | 15 | 42 | 46 | -4  | 45   |
| 14.  | Indeni FC (A)             | 34 | 9  | 14 | 11 | 39 | 43 | -4  | 41   |
| 15.  | Young Green Eagles FC (A) | 34 | 9  | 13 | 12 | 23 | 38 | -15 | 40   |
| 16.  | NAPSA Stars FC            | 34 | 9  | 10 | 15 | 34 | 47 | -13 | 37   |
| 17.  | Lumwana Radiants FC       | 34 | 7  | 12 | 15 | 23 | 42 | -19 | 33   |
| 18.  | Kitwe United FC (A)       | 34 | 3  | 11 | 20 | 15 | 45 | -30 | 20   |

 PJ = Partidos jugados; PG = Partidos ganados; PE = Partidos empatados; PP = Partidos perdidos;
GF = Goles en favor; GC = Goles en contra; DG = Diferencia de goles; Pts. = Puntos

(A) : Ascendidos de la temporada anterior.
|  | Campeón y Clasificado a la Liga de Campeones de la CAF 2021-22 |
|  | Clasificado a la Liga de Campeones de la CAF 2021-22           |
|  | Clasificado a la Copa Confederación de la CAF 2021-22          |
|  | Descenso a Segunda División 2021-22                            |